# António Pires (escritor)
António Pires (10 de novembro de 1916) foi um escritor e jornalista português.

## Biografia
Nascido a 10 novembro de 1916, foi para Angola em 1924, com a idade incompleta de 8 anos. Em 1965 contava com quarenta e um anos de permanência naquela ex-província ultramarina portuguesa, onde constituiu família e se estabeleceu definitivamente.
Aos 16 anos iniciou-se no jornalismo como um dos fundadores do jornal académico de Luanda, «O Estudante».
Aos 23 anos iniciou a sua actividade como jornalista profissional, ingressando em 1938 na redacção do «Diário de Luanda», onde se manteve até 1945, ano em que deixo o Jornalismo profissional para se dedicar a outras actividades.
Nunca mais, porém, deixou de escrever para os jornais. Assim, em 1954, voltou ao profissionalismo para ingressar na redacção de «A Província de Angola», primeiro como Chefe de Redacção e, passado pouco tempo, como Subdirector no exercício efectivo da Direcção, entre 1958 a 1964.
Durante oito anos consecutivos, de 1948 a 1956, foi membro do conselho de Governo de Angola, com duas reeleições sucessivas, distinguindo-se por uma colaboração ativa e de relevo na discussão de numerosos problemas económicos e sociais de Angola.
Participou em numerosas conferências, e em 1955 tomou parte no 1º Congresso de Economistas Portugueses realizado em Luanda, apresentando e defendendo uma tese «Aproveitamento das matérias-primas de Angola dentro do critério de unidade económica nacional».
Depois de um breve interregno desde meados de 1964, sem contudo deixar nunca de colaborar na Imprensa de Angola, voltou ao profissionalismo como Editor e Director de um semanário especializado, «Actualidade Económica», de sua criação e propriedade.
Aliás, foi predominantemente no sector económico que António Pires marcou sempre lugar destacado, não só no jornalismo de Angola, como mesmo na vida pública e política do território. Assim o atestam dois ensaios - «Angola e Mercado Comum Europeu» e «A Questão Cambial de Angola», publicados respectivamente em 1958 e 1959, o último dos quais galardoado com o «Prémio Angola», concedido pelo Instituto Cultural de Angola para «obras de mérito excepcional».
Correspondente, também de jornais estrangeiros como o «New York Times» e de agências noticiosas como a «France Presse», «United Press» e ANI, António Pires fui sem dúvida, um  dos jornalistas de Angola mais conhecido no estrangeiro naquele época, tendo visitado demoradamente o Brasil a República de África do Sul sob convites oficiais, além de viagens profissionais à antiga Rodésia, Congo ex-belga e ex-francês, e visitas rápidas a Madrid, Paris, Roma, Bruxelas e a Nova Iorque. Posteriormente realizou visitas, sob convites oficiais, à República Federal Alemã (1968 e 1973), Áustria (1968 e 1975), Estados Unidos (1974) com incidência nos setores económicos, financeiros e industriais daqueles países, e deslocações profissionais à Inglaterra, Dinamarca, Holanda, Bélgica, Noruega, França, Itália e Suíça, bem como a vários países francófonos e anglófonos da África, como a então República Popular do Congo (Brazaville), República Democrática do Zaire (Kinshasa), Gabão, Camarões e Costa do Marfim, Zâmbia, Tanzânia e Nigéria, bem como às ex-colónias portuguesas da Guiné, Cabo Verde, São Tomé e Moçambique. Fez parte da caravana jornalística que acompanhou a visita do então Presidente da República Portuguesa, Marechal Craveiro Lopes, ao Brasil, em 1957, tendo voltado a este país em 1972 e 1973.
Entre outras actividades estranhas ao jornalismo ou à literatura, foi Subinspector e Inspector Interino da Companhia Nacional de Navegação de Angola, e Administrador da Companhia da África Ocidental Portuguesa.

## O escritor
Como escritor, publicou em 1949 «Sangue Cuanhama», que obteve o 1º prémio de romance, daquele ano, no Congresso de Literatura Ultramarina promovido pela então Agência-Geral do Ultramar, e que foi saudado pela crítica da então metrópole com excepcional carinho. No ano seguinte obteve o 2º prémio, também de romance, do Concurso de Literatura Ultramarina de 1950, com «Luiana». Em 1959 publicou «Tonga – Epopeia do Café», que foi galardoado com o 1º prémio do Concurso Literário da Fundação «Motta Veiga», de âmbito provincial.
Dos seu profundos conhecimentos que teve de Angola, que percorreu em todos os sentidos quer em viagens profissionais quer no exercício de outras actividades, observando os múltiplos aspectos económicos, sociais, demográficos e paisagísticos, dando conta nos seu livros amplo testemunho.

## Ensaios e Obras Literárias
- (1949) Sangue Cuanhama (Romance) - 1º Prémio do Concurso de Literatura Ultramarina da Agência-Geral do Ultramar (Edição AGU, Lisboa)
- (1950) Luiana (Romance) - 2º Prémio do Concurso de Literatura Ultramarina da Agência-Geral do Ultramar.
- (1955) Matérias-Primas Angonalas numa política de integração económica nacional
- (1956) Angola e o mercado comum Europeu – Colectânea de artigos publicados em «A província de Angola», galardoado com o «Prémio Angola» instituído pelo Instituto Cultural de Angola.
- (1959) Tonga, Epopeia do Café (Romance) – 1º Prémio do Concurso Literário da Fundação «Motta Veiga» (Edição Lello Luanda)
- (1964) Angola, essa desconhecida – Ensaios políticos-económicos (Edição da Empresa Nacional de Publicidade, Lisboa).
- (1965) Panorama e perspectivas da exploração dos minérios de ferro de Angola – Colectânea de artigos publicados no jornal «O Comércio» de Luanda. (Edição C.M.L.)
- (1972) Com os olhos no futuro – Colectânea de artigos publicados na revista «Actualidade Económica» de Luanda – Galardoado com o 1º prémio do Concurso de Jornalismo promovido pela «Fundação CUCA».
- (1975) Se queremos fazer de Angola um País novo – Ensaio político-económico, completando com uma selecção de artigos publicados sobre o mesmo tema na revista «Actualidade Económica» de Luanda.
- (1975) A última viagem  (Romance) – O drama do êxodo dos portugueses de Angola em consequência dos acontecimentos de 1975.[3]
- (1975) Desalojados (Romance) – A tragédia nacional dos desalojados e retornados de Angola.